# エル・カンタンテ
『エル・カンタンテ』（El Cantante）は、2006年のアメリカ映画。サルサ歌手のエクトル・ラボーを描いた伝記映画。歌手のマーク・アンソニーがラボーを、アンソニーの妻で女優兼歌手のジェニファー・ロペスがラボーの妻を演じた。
2006年のトロント国際映画祭上映後の2007年にアメリカで公開。日本では2009年に公開。

## キャスト
※括弧内は日本語吹き替え
- エクトル・ラボー：マーク・アンソニー（平田広明）
- プチ：ジェニファー・ロペス（田中敦子）
- ウィリー・コローン：ジョン・オーティス（西凜太朗）
- ジェリー・マスッチ：フレデリコ・カステッルッチョ（梅津秀行）
- ジョニー・パチェーコ: ネルソン・ヴァスケス（江川央生）
- ラルフィー：ヴィンセント・ラレスカ（竹田雅則）
- プリシラ：ロミ・ディアス（山像かおり）
- エクトルの父：イスマエル・ミランダ（藤本譲）
- ティト(12-15歳)：クリストファー・ベセラ（本田貴子）
- ティト(4-7歳)：ベルナルド・エルナンデス／ジャレッド・エヴァレス（高橋まゆこ）
- パポ：アントン・ベイガン（田坂浩樹）
- インタビュアー：グラント・クロフォード（遠藤大智）
- ルーベン・ブラデス：ヴィクター・マニュエル（金谷ヒデユキ）

日本語吹替版スタッフ 演出：鍛治谷功、翻訳：太田てるみ、録音・調整：重光秀樹、制作：ワーナー・ホーム・ビデオ／HALF H・P STUDIO